# Књига проповједникова
Књига проповједникова, поред Књиге о Јову, Прича Соломунових, Псалтира и Пјесме над пјесмама, спада у мудросну, старозавјетну, хебрејску књижевност. У хебрејској Библији (хеб. TANAH) она се ставља у Списе.

## Назив
Назив је дошао преко Вулгате од грчког назива Ἐκκλησιαστής (Ekklēsiastēs), како се ова књига називала у Септуагинти. То је превод хебрејске речи Kohelet, партиципског облика женског рода једнине именице kahal у значењу скуп, сазив. Може се превести као „онај који говори на скупу“, тј. Учитељ или Проповједник, што значи да Кохелет није властита именица, већ функција. 

## Ауторство
На самом почетку ауторство се приписује Соломону (970. п. н. е. – 931. п. н. е.), краљу Израела. У питању је књижевни поступак јер се главнина израелске мудросне књижевности традиционално приписивала Соломону, као што је Петокњижје било приписивано Мојсију, а Псалми Давиду.
Због присуства позајмљеница из староперсијског и царског арамејског језика, претпоставља се да је књига настала између 450 и 180 п. н. е.

## Композиција
У књизи постоје неочекивани прелази са предмета на предмет. Због тога, поред стручњака који сматрају да је Проповједника написао један аутор, постоје и мишљења да је у питању дјело које је написало више аутора. Унутрашња некохерентност дјела отежава његову подијелу на посебне цјелине и израду плана текста.
Вилфрид Харингтон је предложио следећу подјелу:
- Увод, 1, 1-3

- Први дио
  - Пролог: Досада 1, 4-4, 11
  - Четири облика разочарања:

1. Соломонов живот 		1, 12-2, 26
2. Смртност			3
3. Појединац у друштву	4, 1-5, 8
4. Новац			5, 9-6, 12

- Други дио
  - Пролог: Смијех 7, 1-7
  - Четири облика разочарања:

1. Санкције			7, 8-8, 15
2. Љубав			8, 16-9, 10
3. Случај			9, 11-11, 6
4. Доб

- Епилог 12, 9-14

Размишљања Проповједника о испразности земаљских ужитака представљају посљедњу етапу у оспоравању традиционалног учења о земаљској награди за праведнике. Књига проповједникова у том смислу слиједи за Књигом о Јову и представља даљи развој библијске мисли. Традиционалном учењу супротстављао се живот. Било је потребно пронаћи рјешење које сам живот неће моћи да оспори. Проповједник доводи у сумњу устаљено мишљење да праведник мора да буде срећан. Праведан човек може имати све, па да опет не буде задовољан. Са тог аспекта представља другу страну слике која је дата у Књизи о Јову (човек може да страда без кривице). Проповедник се супротставља мишљењу по којем је смисао људског живота у достизању и остварењу земаљске среће. Тврдећи да су земаљска радост и срећа испразни, усмерава ученике према оностраном, које слиједи после божанског суда. 